# Gloria Long Anderson
Pour les articles homonymes, voir Long et Anderson.
Gloria Long Anderson, née Gloria Long le 5 novembre 1938 à Altheimer, Arkansas, est une chimiste afro-américaine notamment connue pour ses actions en faveur des minorités et des femmes au sein de la communauté universitaire et scientifique.

## Biographie
Gloria est née dans une famille de six enfants, son père était agriculteur, puis concierge; sa mère femme de ménage et couturière. Altheimer avec une population de plus de 85% d'afro-américains est situé dans le Black Belt des États-Unis. N'ayant pas accès aux écoles des blancs, elle étudie à l'Altheimer Training School, puis à l'Arkansas Agricultural, Mechanical and Normal College pour Afro-Américains. Elle reçoit une bourse Rockefeller, et en 1958 elle obtient son baccalauréat magna cum laude. Elle est reçue à l'Université Stanford mais doit se retirer par manque d'argent et elle prend un emploi d'enseignante. En 1959, l'université d'Atlanta (aujourd'hui nommée Clark Atlanta University) offre à mademoiselle Long une bourse pour prolonger ses études jusqu'au Master. Elle se marie en 1960 avec Leonard Sinclair Anderson (elle divorcera en 1977) et devient mère en 1961. Cette même année 1961, madame Anderson obtient sa maîtrise.
En 1961-1962, elle est enseignante à l'université d'État de Caroline du Sud, puis enseignant-chercheur au Morehouse College. En 1965, elle devient doctorant à l'université de Chicago pour préparer sa PhD, thèse de doctorat, qu'elle obtient en 1968 sur une étude de la chimie du fluor par spectroscopie infrarouge et résonance magnétique nucléaire (Spectroscopie RMN). La RMN du fluor 19 est à l'époque à ses débuts d'application en chimie organique et Anderson est la seule à Chicago pouvant mettre l'appareil RMN sur la fréquence propre au fluor . Noire parmi les blancs, subissant ce qu'elle qualifie d’un racisme inconscient, elle doit faire sa recherche à Chicago pratiquement sans support.
Elle est encore à Chicago au moment du meurtre de Martin Luther King, qu'elle connaissait personnellement. À la suite de cet événement et fidèle au Mouvement afro-américain des droits civiques, elle décide de faire sa carrière scientifique dans une université noire, bien que ce parcours soit moins bien rémunéré et offre des facilités moindres de recherche.
Très vite après son doctorat, encore en 1968 et à 30 ans, elle est nommée assistant-professeur au Morris Brown College (en) d'Atlanta, Géorgie. Elle devient en même temps présidente du département de chimie de cet établissement.
L'essentiel de sa carrière de chercheuse va se dérouler au Morris Brown College, où elle est professeur pendant plus de 40 ans, déclinant plusieurs offres de professorat à des universités plus prestigieuses.
Elle a fait des recherches sur la chimie du fluor, sur la synthèse des médicaments antiviraux et anti-cancéreux (des dérivés d'adamantane) et des propergols solides (carburants pour moteurs-fusées) à base de composés organofluorés.
Sa recherche est remarquée : en 1981 elle est National Science Foundation Research Fellow à la Lockheed Georgia Corporation et en 1982 consultante de recherche à la même corporation ; puis pendant l'eté 1984 elle est chercheuse à l'Air Force Rocket Propulsion Laboratory à l'Edwards Air Force Base à Chicago. De 1990 à 2011, elle est conseillère pour BioSPECS (La Haye, Pays-Bas, fournisseurs de composés de dépistage pour l'industrie pharmaceutique). En 2001, elle devient membre de la commission consultative pour les sciences pharmaceutiques au Bureau de Sciences Pharmaceutiques de la Food and Drug Administration (FDA).
En plus de la présidence du département de chimie, Anderson remplit au Morris Brown College plusieurs fonctions administratives. De 1984 à 1989, elle est doyen des affaires académiques et de 1995 à 1997, doyen de science et technologie ; elle a été plusieurs fois vice-présidente et elle a été présidente du conseil par intérim de 1992 à 1993 et à nouveau en 1998. Depuis 2007, elle est vice-présidente aux affaires académiques.
Elle accorde le plus grand intérêt à la qualité de l'enseignement.
Elle s'efforce d'améliorer le niveau d'enseignement et de recherche au Morris Brown College, recherchant pour cela des subventions et des bourses qui pour des raisons de niveau insuffisant sont souvent refusées : un cercle vicieux qui maintient le College dans une situation pécuniaire précaire. Elle a du utiliser à plusieurs reprises une part de son propre salaire pour faire tourner le laboratoire. Elle a su trouver d'autres sources de financement pour l'équipement et la nomination de 5 enseignants ayant leur PhD, obtenant ainsi la qualification de son programme par l'American Chemical Society.
Gloria Anderson a été de 1972 à 1979 membre et de 1977 à 1979 vice-présidente de la commission fédérale Corporation for Public Broadcasting, participant aux commissions sur les minorités et sur les femmes, en faveur de la formation des minorités et pour le développement des ressources humaines.
Elle a également participé aux évaluations pour le programme Woman in Science de la National Science Foundation.